# Via Francigena
La Via Francigena, Francisca o Romea, è parte di un fascio di percorsi, detti anche vie romee, che dall'Europa occidentale, in particolare dalla Francia, conducevano nel Sud Europa fino a Roma proseguendo poi verso la Puglia, dove vi erano i porti d'imbarco per la Terrasanta, meta di pellegrini e di crociati.
Nel 1994 è stata dichiarata "itinerario culturale europeo" assumendo, alla pari del Cammino di Santiago di Compostela, una dignità sovranazionale.

## Storia
La strada nasce nel VI secolo per una necessità strategica delle popolazioni longobarde che avevano bisogno di collegare la loro città principale, Pavia, con i Ducati centro-meridionali di Spoleto e di Benevento, semicircondati da territori bizantini. L'esigenza di utilizzare una via sufficientemente sicura portò alla scelta di un itinerario sino ad allora considerato minore, che valicava l'Appennino in corrispondenza dell'attuale Passo della Cisa, e dopo la Valle del Magra si allontanava dalla costa in direzione di Lucca. Questo percorso prese il nome di "Via di Monte Bardone", dall'antico nome del Passo della Cisa: Mons Langobardorum.
Dalla fine del VIII secolo, dopo la discesa in Italia di Carlo Magno a seguito della chiamata di papa Adriano I e l'annessione dell'Italia settentrionale al Regno dei Franchi (774), il percorso iniziò a essere conosciuto come Via Francigena, ovvero "strada originata dalla Francia", e in una prima fase la sua destinazione finale iniziò a essere identificata con Roma, sede del papato.
La prima testimonianza scritta che cita questo nome risale a una pergamena risalente al 876 (Actum Clusio) conservata nell'Abbazia di San Salvatore sul Monte Amiata e che si riferisce a un tratto di strada nell'agro di Chiusi, in provincia di Siena. Tuttavia, bisogna aspettare il 990 per avere la prima descrizione scritta del percorso: si tratta della relazione che Sigerico, arcivescovo di Canterbury dal 990 al 994, fece del suo viaggio di ritorno da Roma, dove si era recato per ricevere il Pallium, simbolo della dignità arcivescovile, dalle mani di papa Giovanni XV. In questo suo breve documento, Sigerico annota i nomi delle chiese di Roma che ha visitato e descrive le 79 tappe del suo itinerario verso Canterbury, descrivendo in modo preciso i punti di sosta (mansiones).
La prima attestazione della via Francigena a sud di Roma risale invece al 1024, con il Privilegium Baiulorum Imperialium rinvenuto a Troia di Puglia, sulla via Appia Traiana. Tuttavia una parte di tale percorso risultava essere già in uso nei secoli precedenti presso i devoti longobardi diretti al santuario di San Michele Arcangelo sul Gargano; tale primitivo itinerario è definito Via Sacra Langobardorum.

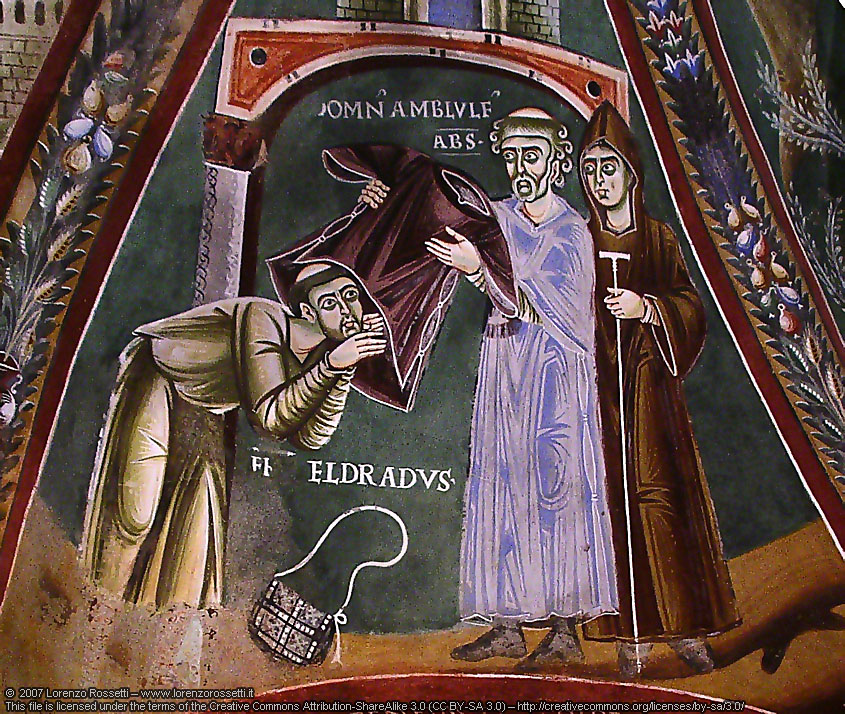
S. Eldrado, dopo il pellegrinaggio a Santiago, valicando le Alpi lascia bastone e bisaccia da pellegrino per entrare nell'Abbazia di Novalesa, lungo la "Via Francigena del Moncenisio", in Val di Susa, XI secolo

Tra i secoli XI e XIII la pratica del pellegrinaggio assunse un'importanza crescente; i luoghi santi della Cristianità a cui erano dirette le tre peregrinationes maiores erano: il Santo Sepolcro a Gerusalemme, la tomba di San Giacomo a Santiago di Compostela e le tombe degli apostoli Pietro e Paolo a Roma. La Via Francigena diventò quindi lo snodo centrale delle grandi vie della fede. Infatti, i pellegrini provenienti dal Nord la percorrevano per dirigersi a Roma, ed eventualmente proseguire lungo la Via Appia verso il porto di Brindisi, dove s'imbarcavano verso la Terra santa. Viceversa i pellegrini italiani diretti a Santiago la percorrevano verso nord, per arrivare a Luni, dove s'imbarcavano verso i porti francesi, o per proseguire verso il Moncenisio e quindi immettersi sulla Via Tolosana, che conduceva verso la Spagna.
Una testimonianza scritta datata tra il 1154 e il 1160 è il Leiðarvísir (Itinerarium), scritto in norreno dall'abate islandese Nikulás da Munkaþverá. Il monaco, nel tratto italiano, effettua un percorso molto simile a quello di Sigerico, ma poi prosegue sulla via Appia Traiana per l'imbarco dai porti pugliesi. Dopo l'Italia, infatti, inizia un nuovo percorso marittimo che, toccando in più punti coste e isole della penisola balcanica e della Grecia, conduce fino all'Asia Minore e poi a Gerusalemme. Dal diario emerge che il pellegrinaggio in quegli anni era molto frequentato da uomini provenienti da tutta Europa.
Nel 1273 si ebbe un'ulteriore testimonianza scritta: l'Iter de Londino in Terram Sanctam (ora conservato alla British Library), scritto in francese dal benedettino inglese Matteo Paris, come guida per i pellegrini londinesi che si recavano in Terra santa. L'itinerario segue un percorso diverso in Francia, entrando in Italia dal Moncenisio, percorrendo la Val di Susa per poi convergere sul percorso di Sigerico a Vercelli. Nel corso del XII secolo infatti questo percorso era diventato prevalente rispetto a quello primitivo, che prevedeva l'ingresso in territorio italico dal colle del Gran San Bernardo, da dove si scendeva in Valle d'Aosta e poi a Ivrea, quindi a Vercelli.
La Via Francigena divenne presto il principale asse di collegamento tra Nord e Sud dell'Europa lungo il quale transitavano mercanti, eserciti, pellegrini; un canale di comunicazione determinante per la realizzazione dell'unità culturale che caratterizzò l'Europa nel Medioevo. Il fatto che la via Francigena collegava le regioni più ricche del tempo (le Fiandre e l'Italia, passando per le fiere della Champagne) ne determinò l'uso crescente come via di commercio, portando all'eccezionale sviluppo di molti centri lungo il percorso. Nel XIII secolo i traffici commerciali crebbero a tal punto che si svilupparono numerosi tracciati alternativi alla Via Francigena che, quindi, perse la sua caratteristica di unicità, frazionandosi in numerosi itinerari di collegamento tra il Nord e Roma. Per questo motivo iniziò a essere conosciuta con il nome in Via Romea, non essendo più unica l'origine, ma la destinazione. Inoltre la crescente importanza di Firenze e dei centri della valle dell'Arno spostò a oriente i percorsi, relegando il Passo della Cisa a una funzione puramente locale e decretando la fine dell'antico percorso.

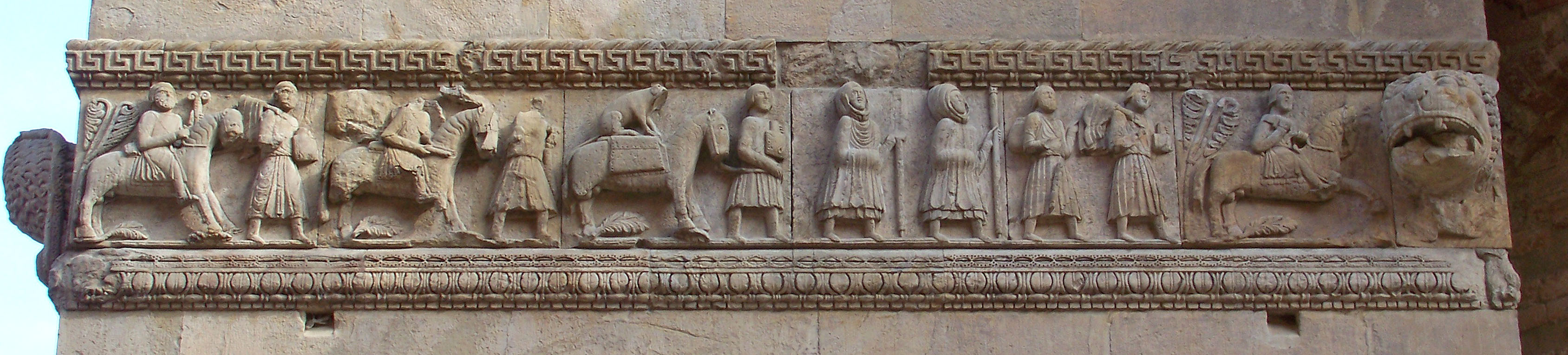
Pellegrini in cammino verso Roma, scolpiti in un rilievo del Duomo di Fidenza (fine XII secolo)

## Percorso
La Francigena non era propriamente una via, quanto piuttosto un fascio di vie, un sistema viario con molte alternative.

### Fino alle Alpi
L'asse centrale, quello seguito da Sigerico, corrispondeva alla "via di Fiandra" (route de la Flandre), la via commerciale che collegava le regioni più ricche dell'Europa tardomedievale: l'Italia e le Fiandre, passando per la Champagne, dove si tenevano le omonime fiere internazionali. Dalle Fiandre attraversava l'Artois (Arras), la Champagne (Reims), la Franca Contea (Besançon), valicava il Giura al Colle di Jougne, per arrivare a Losanna.
Gli inglesi s'inserivano ad Arras, provenendo da Londra (Matthew Paris) e da Canterbury (Sigerico), e attraversavano la Manica fra Dover e Calais.
A oriente c'era un altro importante "corridoio", quello rappresentato dalla Valle del Reno: Nikulás da Munkaþverá riferisce che i pellegrini prendevano il bordone a Utrecht o Deventer e poi proseguivano facendo tappa nelle città commerciali di Colonia, Magonza, Spira, Worms, Strasburgo, Basilea, infine, abbandonato il Reno, continuavano per Soletta, Avenches e Vevey. Gli scandinavi e i tedeschi del Nord provenivano da Stade e arrivavano al Reno a Duisburg (Annales Stadenses) o a Magonza (Nikulás).
La variante occidentale era quella che partiva da Parigi, e a Troyes si immetteva nella "via di Fiandra". "Francigena" significa proprio "che nasce dalla Francia".

### Il passaggio delle Alpi: Moncenisio e Gran San Bernardo

Percorso in Valle d'Aosta

Percorso in Piemonte

I due principali valichi alpini utilizzati dai romei erano il colle del Gran San Bernardo e il Colle del Moncenisio. La strada del Gran San Bernardo cominciava dal lago di Ginevra, da Losanna o da Vevey, risaliva il Rodano, entrando nel Vallese, faceva tappa alla grande abbazia di Saint-Maurice d'Agaune, poi lasciava la valle del Rodano per la Val d'Entremont, e arrivava al Passo. Di qui scendeva la Valle del Gran San Bernardo fino ad Aosta e poi la Valle d'Aosta fino a Ivrea e quindi Vercelli.
La strada del Moncenisio si staccava già nella Champagne e si dirigeva verso Beaune, da dove scendeva la valle della Saona fino a Lione. Poi proseguiva per Chambéry, risaliva la Valle dell'Arc fino al Colle del Moncenisio, dove sin dall'825 è documentato l'Ospizio del Moncenisio, un punto tappa ad peregrinorum receptionem. Di lì la Via, conservata ancora oggi per ampi tratti, scendeva a Novalesa, dove oltre all'Abbazia del 726, nel borgo antico è visibile parte di una locanda medioevale detta Casa degli affreschi per le sue decorazioni. Significativamente, presenta in facciata affreschi con gli stemmi delle regioni europee di provenienza e di destinazione degli avventori che attraversavano il valico del Moncenisio.
Si proseguiva poi verso Susa, dove si trovava la congiunzione con l'itinerario del Colle del Monginevro, di collegamento con la Francia del Sud e il Cammino di Santiago.
Quindi, percorrendo tutta la Valle di Susa, passando dalla Sacra di San Michele e infine per l'abbazia di Sant'Antonio di Ranverso, raggiungeva Torino e poi Chivasso e Vercelli, oppure costeggiava il Po lungo l'antico Itinerarium Burdigalense, fino a Pavia. Politicamente, i due valichi erano controllati su entrambi i versanti dai conti di Savoia, che oltre alla terra d'origine, governavano anche sulla Val di Susa, la Valle d'Aosta e il Basso Vallese. E il dominio sui passi alpini era la ragione della loro potenza. Fino al Duecento il valico del Gran San Bernardo era più usato. Nel corso di quel secolo si affermò il percorso del Moncenisio, soprattutto per chi proveniva dalla Francia.

### Il passaggio del Po

Percorso in Lombardia

Percorso in Emilia-Romagna

Da Vercelli in poi gli itinerari si riunivano: passavano per Robbio, Mortara e Pavia. Il passaggio del Po in barca fra Corte Sant'Andrea, alla confluenza tra i fiumi Po e Lambro, e Calendasco, presso Piacenza, è riconosciuto come Transitus Padi, fin dal 1994, dal Consiglio d'Europa e dal 2009 anche da due ministeri italiani. In realtà sono attestati vari porti fluviali di Piacenza, ma soprattutto le numerose modifiche del percorso del Po impediscono di individuare il punto in cui i pellegrini attraversavano il fiume.
Da Piacenza si proseguiva lungo la via Emilia per Fiorenzuola d'Arda e Borgo San Donnino.

### Il valico dell'Appennino settentrionale
A Borgo San Donnino (l'odierna Fidenza) si lasciava la via Emilia e si risaliva la Val di Taro, passando per il comune di Medesano in direzione Fornovo e poi Cassio o Berceto.
Il valico dell'Appennino settentrionale avveniva attraverso il passo della Cisa, che allora si chiamava Monte Bardone. Questo nome derivava dall'espressione latina Mons Langobardorum ("monte dei Longobardi") poiché i Longobardi, per andare dalla loro capitale Pavia al Marchesato di Tuscia, utilizzavano questo valico, che più tardi si sarebbe chiamato "la Cisa".
Dal Monte Bardone si scendeva in Lunigiana, attraversando Pontremoli, Aulla, Santo Stefano Magra, Sarzana e raggiungendo infine Luni. Tra Sarzana e Luni, nei pressi dell'antico ospitale di San Lazzaro, si congiungeva con la via di Spagna, che portava i pellegrini spagnoli a Roma e quelli italiani a Santiago di Compostela salpando dall'antico porto di San Maurizio sul fiume Magra.

### L'Italia centrale

Percorso in Toscana

Percorso nel Lazio settentrionale, fino a Roma

Da Luni, costeggiando le Alpi Apuane, si raggiungeva Camaiore e si scendeva a Lucca. Lucca era una delle mete principali della Via Francigena, grazie soprattutto al Volto Santo e alle reliquie di importanti santi, quali San Regolo e San Frediano (proprio riguardo a questo santo, di origini irlandesi, molti furono i pellegrini provenienti dal Nord Europa per venerarne le reliquie).
Da Lucca si proseguiva per Porcari, Altopascio, Galleno, Ponte a Cappiano (Aqua Nigra) e Fucecchio (Arne Blanca), dove si trovava un ponte sull'Arno. Superato l'Arno, la prima tappa era San Genesio (San Miniato), da dove si cominciava a risalire la Valdelsa, anticamente passando per il crinale (attraverso San Gimignano e Colle di Val d'Elsa), dal XII secolo lungo il fondovalle (per Castelfiorentino, Certaldo e Poggibonsi), per poi giungere a Siena.
Siena dovette proprio alla sua posizione sulla Via Francigena lo sviluppo urbanistico e demografico, nonché finanziario, che visse nel Basso Medioevo. Da Siena la strada seguiva la valle dell'Arbia fino a San Quirico d'Orcia da dove risaliva la Val d'Orcia. Di qui si scollinava in val di Paglia e si scendeva fino ad Acquapendente. Tuttavia, a partire dal XII secolo la val di Paglia si dimostrò poco sicura e i viandanti preferivano salire fino alla Rocca di Radicofani.
Da Acquapendente si seguiva l'itinerario della antica via Cassia attraverso Bolsena, Montefiascone, Viterbo, Vetralla, Capranica , Sutri (o in alternativa Ronciglione lungo la via Cassia Cimina), la valle di Baccano per poi, dopo aver deviato sulla via Trionfale nei pressi della Storta, giungere finalmente a Roma avvistando l'antica basilica di San Pietro in Vaticano dall'altura di Monte Mario (chiamato appunto per questo Mons Gaudii, il monte della gioia).

### L'Italia meridionale

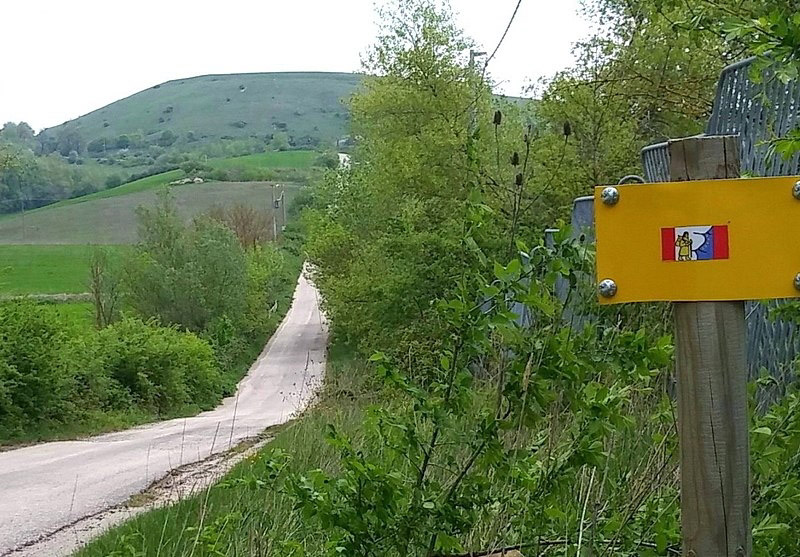
La Via Francigena sui monti della Daunia; sullo sfondo l'altura su cui sorgeva il castello di Crepacuore, il forte di valico dei cavalieri Gerosolimitani

Da Roma il percorso seguiva per un lungo tratto la via Appia o la parallela via Latina fino a Capua, con successivo proseguimento verso Benevento. Da tale ultima città s'imboccava la via Traiana (o via Appia Traiana) risalendo l'Appennino campano fino al valico di San Vito ove sorgeva il castello di Crepacuore, una fortezza tenuta dai cavalieri gerosolimitani al fine di garantire la sicurezza ai pellegrini lungo il tratto appenninico. La via giungeva quindi a Troia, nell'alta pianura del Tavoliere delle Puglie, da cui era possibile recarsi al santuario di San Michele Arcangelo sul Gargano o, in alternativa, si poteva proseguire lungo la stessa via Appia Traiana verso Bari, Brindisi e Otranto, i principali porti d'imbarco per la Terra santa.

### Varianti
Esisteva una serie notevole di varianti, alternative e "diverticoli" sulle Alpi e lungo la penisola, che prendevano anch'esse il nome di vie romee o francesche.
Gli ostacoli naturali che pellegrini e viandanti dovevano superare erano il canale della Manica, le Alpi e gli Appennini, oltre che il fiume Po. Così come per valicare le Alpi le alternative erano almeno due (il valico del colle del Moncenisio e quello del Colle del Gran San Bernardo), anche nell'attraversare gli Appennini i pellegrini si trovavano di fronte a diverse possibilità.
Nel tratto di Via Francigena che portava dalla Pianura Padana alla Toscana, si registravano diverse "varianti" di percorso che sfruttavano i vari valichi risalendo la val Trebbia e passando per Bobbio (via degli Abati), oppure la val di Taro o ancora altre valli minori. Dalla val di Taro una deviazione per la Lunigiana e la Garfagnana permetteva di raggiungere direttamente Lucca evitando il passaggio costiero sulla via Aurelia, variante considerata più sicura nei momenti di crisi o guerre, poiché si snodava lungo strade secondarie meno esposte e sorvegliate da una fitta rete di castelli e monasteri. Studi recenti hanno messo in evidenza la Via Francesca della Sambuca, variante che seguiva il corso del Reno fino a Porretta Terme e andava a Pistoia, passando dall'antico castello di Sambuca Pistoiese e dal passo della Collina.
Altre varianti usate consistevano, una volta raggiunta Piacenza, nel percorrere la via Emilia per oltrepassare l'Appennino in corrispondenza o di Bologna o di Forlì, raggiungendo così o la via romea della Sambuca o la via romea dell'Alpe di Serra. A testimonianza di questo percorso, si può ad esempio ricordare che la consuetudine del passaggio di pellegrini provenienti dall'Irlanda e dalla Scozia ha dato origine, già nell'alto Medioevo, alla chiesa forlivese, oggi scomparsa, di San Pietro in Scotto o in Scottis. La variante forlivese consentiva ancora la scelta di raggiungere l'alta valle del Tevere e di seguire poi il fiume fino a Roma, senza rischiare di smarrire la strada, oppure di dirigersi verso Arezzo. Ne parla, ad esempio, Matthew Paris nel suo Iter de Londinio in Terram Sanctam.
Più a sud, dopo la morte di San Francesco e la sua elevazione agli altari, molti pellegrini deviavano dall'antico percorso per visitare Assisi.

## Itinerari attestati

### L'itinerario di Sigerico
La relazione di viaggio dettagliata più antica risale al 990 ed è compiuta da Sigerico, arcivescovo di Canterbury di ritorno da Roma, dove aveva ricevuto il Pallio dalle mani di papa Giovanni XV. L'arcivescovo inglese tenne un diario in latino, oggi conservato al British Museum, in cui descrisse le 79 tappe del suo itinerario da Roma verso Canterbury. La descrizione del percorso è molto precisa per ciò che riguarda i punti di sosta (mansiones). Le informazioni contenute nella cronaca di Sigerico sono molto utili per ipotizzare quale fosse, a cavallo tra il X e l'XI secolo, il tracciato originario della Francigena, tra Canterbury e Roma, parte integrante di una rete di tracciati che collegavano le regioni della Francia all'Italia.
Delle settantanove località di sosta menzionate nell'itinerario originale, si segnalano: Roma, Sutri, San Valentino presso Viterbo, San Flaviano a Montefiascone, Santa Cristina a Bolsena, Acquapendente, San Quirico d'Orcia, Siena, Borgo Elsa, San Gimignano, San Genesio, il ponte sull'Arno presso Fucecchio, Porcari, Lucca, Camaiore, Luni, Sarzana, Santo Stefano Magra, Aulla, Pontremoli, Berceto, Borgo San Donnino, Fiorenzuola d'Arda, Piacenza, Santa Cristina, Pavia, Tromello, Vercelli, Santhià, Ivrea, Aosta, Bourg-Saint-Pierre, Orsières, Saint-Maurice d'Agaune, Vevey, Losanna, Orbe, Yverdon, Pontarlier, Besançon, Cussey-sur-l'Ognon, Seveux, Grenant, Humes, Blessonville, Bar-sur-Aube, Donnement, Fontaine, Châlons-sur-Marne, Reims, Corbeny, Laon, Duin, Arras, Bruay-la-Buissière, Terouanne, Sombre. Non sono menzionate le tappe sulla Manica e in Inghilterra.
Sigerico impiegò 79 giorni a percorrere, perlopiù a piedi, tutti i 1 600 chilometri del tragitto. La percorrenza media di viaggio fu quindi di 20 km circa al giorno.

### L'itinerario di Nikulás da Munkaþverá
Un'altra testimonianza di pellegrinaggio sulla Via Francigena è quella risalente al XII secolo dell'abate islandese Nikulás da Munkaþverá.
Di questo autore si sa ben poco e anche il nome è incerto: Nikulás Bergsson o Bergþórsson. Egli era un monaco benedettino e nel 1154 ritornò in Islanda da un pellegrinaggio in Terra Santa, mentre nel 1155 fu consacrato abate del monastero di Munkaþverá (circa 15 km a sud di Akureyri), fondato in quell'anno dal vescovo Björn Gilsson della Diocesi di Hólar. Qui egli rimase fino alla morte, avvenuta intorno agli anni 1159-1160.
Il resoconto del suo pellegrinaggio dall'Islanda in Terra Santa è contenuto nel Leiðarvísir (Itinerarium), scritto in norreno.
Il viaggio si colloca cronologicamente tra il 1152 e il 1153, mentre la scrittura dell'Itinerarium avvenne fra il 1154, anno del rientro in Islanda, e il 1160, anno indicato dalle fonti come quello della sua morte. Il viaggio inizia dall'Islanda, attraversa un tratto di mare verso la Norvegia fino alle coste della Danimarca; passa quindi nella Germania occidentale (contrariamente a Sigerico che attraversa la Francia) e, risalendo il corso superiore del Reno, passa per la Svizzera e l'Italia. La parte italiana non differisce sensibilmente da quella di Sigerico nella parte toscana verso Roma, ma poi prosegue sull'Appia Traiana per l'imbarco dai porti pugliesi. Dopo l'Italia, infatti, inizia un nuovo percorso marittimo che, toccando in più punti coste e isole della penisola balcanica e della Grecia, conduce fino all'Asia Minore e poi a Gerusalemme.
Vengono fornite dettagliate descrizioni di strade, luoghi, chiese e monumenti d'interesse religioso (e non solo), attraversate da viaggiatori e pellegrini scandinavi che si recavano in Terra Santa. Si legge che a Utrecht (Paesi Bassi), "gli uomini prendono il bordone e la bisaccia e la benedizione per il pellegrinaggio a Roma". Sono menzionate, fra le altre, le città di Magonza, Strasburgo, Basilea, Solothurn e Vevey (sul lago Lemano). Nikulás incontra franchi, fiamminghi, inglesi, tedeschi e scandinavi diretti a Roma.
Nikulás si immise sulla Via Francigena a Vevey, sul lago di Ginevra, dove convergevano le vie provenienti da tutto il Nordeuropa e quindi dove s'incontravano franchi, fiamminghi, inglesi, tedeschi e scandinavi. Di lì proseguì per Saint-Maurice d'Agaune, Bourg-Saint-Pierre, l'Ospizio del Gran San Bernardo, Etroubles, Aosta, Pont-Saint-Martin, Ivrea, Vercelli, Pavia, Piacenza, Borgo San Donnino, Borgo Taro, Pontremoli, Luni (dove arrivavano da San Lazzaro anche i pellegrini spagnoli), Lucca, Altopascio, San Genesio, borgo Marturi (attuale Poggibonsi), Siena, San Quirico d'Orcia, Acquapendente, Santa Cristina a Bolsena, San Flaviano a Montefiascone, Viterbo, Sutri, Roma.

### L'itinerario di Matthew Paris
L'Iter de Londino in Terram Sanctam fu scritto in francese dal benedettino inglese Matteo Paris come guida per i pellegrini nel 1273, oggi conservato alla British Library a Londra.
Il percorso indicato inizia proprio da Londra, proseguendo nei sobborghi di Newgate, Cripplegate, Bishopsgate, Westminster, e poi attraversa Rochester, Canterbury, Dover, Wissant, Montreuil-sur-Mer, Saint-Riquier, Poix, Beauvais, Beaumont-sur-Oise, Parigi, Provins, Nogent, Troyes, Bar-sur-Seine, Châtillon-sur-Seine, Beaune, Chalon-sur-Saône, Mâcon, Lione, La Tour du Pin, Chambéry, Montmélian, Aiguebelle, Termignon. Passato il Moncenisio passava dalla Novalesa, Susa, Avigliana, Alpignano, Torino, Chivasso, Vercelli, Mortara, Pavia, Piacenza, Fiorenzuola d'Arda, Borgo San Donnino. Qui venivano proposti due percorsi: quello classico attraversava la Cisa per Luni, Lucca, Siena, San Quirico d'Orcia, Montefiascone, Viterbo, Sutri, Roma, mentre il percorso alternativo toccava invece Parma, Reggio Emilia, Modena, Bologna, Imola, Faenza, Forlì, bagno di Romagna, passava l'Appenino al Passo di Serra e continuava per Arezzo, Perugia, Foligno, Spoleto, Rieti, Roma.

### L'itinerario di Oddone di Rigaud
Eudes (Oddone) Rigaud era un francescano, professore di teologia all'Università di Parigi, che nel 1247 fu nominato arcivescovo di Rouen. Nel 1253 partì con un seguito per andare in pellegrinaggio a Roma: di tale viaggio è rimasta testimonianza nel Regestum visitationum, diario delle visite pastorali del presule.
All'andata Oddone, partendo da Rouen, passò per Auffay, Notre-Dame-d'Aliermont, Foucarmont, Poix, Montdidier, Noyon, Compiègne, Senlis, Chambly, Pontoise, Parigi, Saint-Maur-des-Fossés, Courquetaine, Rampillon, Le-Paraclet, Troyes, Bar-sur-Seine, Châtillon-sur-Seine, Laperrière-sur-Saône, Saint-Seine, Digione, Auxonne, Dole, Salins-les-Bains, Boujailles, Pontarlier, Cossonay, Losanna, Villeneuve, Sion, Loèche-les-Bains, Briga, Diveria, Domodossola, Pallanza, Gallarate, Milano, Bergamo, Brescia, Mantova, Castelmassa, Ferrara, San Giorgio di Piano, Bologna, Imola, Cesena, Rimini, Fano, Cagli, Gubbio, Assisi, Perugia, Todi, Narni, Civita Castellana, Roma.
Al ritorno fece un percorso diverso, passando da Sutri, Viterbo, Montefiascone, Acquapendente, Radicofani, San Quirico d'Orcia, Siena, Poggibonsi, Pisa, Lucca, Sarzana, Passo del Bracco, Sestri Levante, Recco, Genova, Arenzano, Savona, Carretto, Cortemilia, Asti, Torino, Sant'Ambrogio di Torino, Susa, Termignon, Saint-Michel-de-Maurienne, Aiguebelle, Chambéry, La Tour-du-Pin, Sant'Antonio di Vienne, Vienne, Lione, L'Arbresle, Thizy, Marcigny, Pierrefitte-sur-Loire, Decize, Nevers, Cosne-sur-Loire, Gien, Lorris, Cepoy, Nemours, Melun, Villeneuve-Saint-Georges, Parigi, Senlis, Compiègne, Noyon, La Neuville-Roy, Beauvais, Gisors, Le-Petit-Nojan-sur-Andelle per arrivare a Rouen.

## La Via Francigena oggi

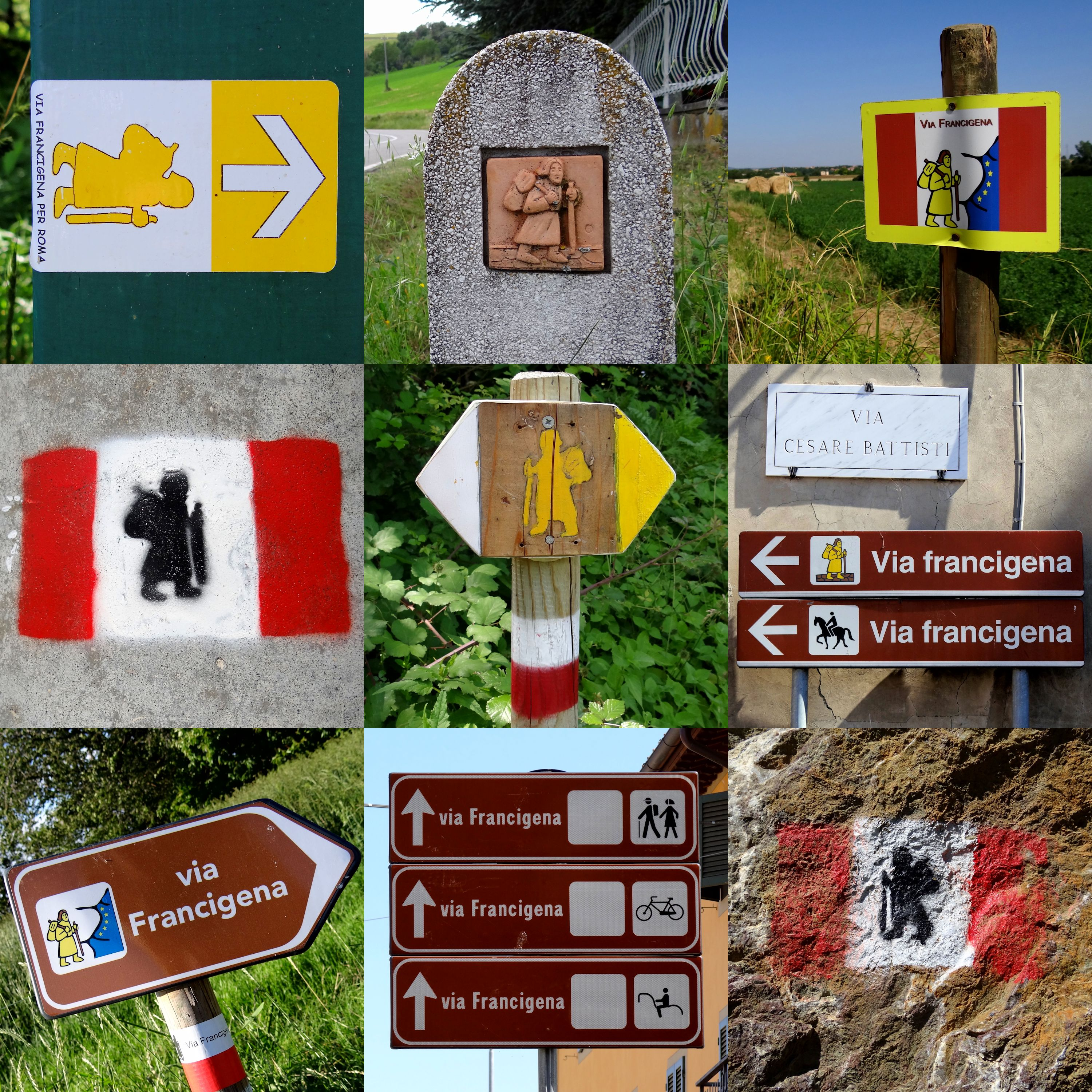
Segnaletica indicante la Via Francigena in Italia

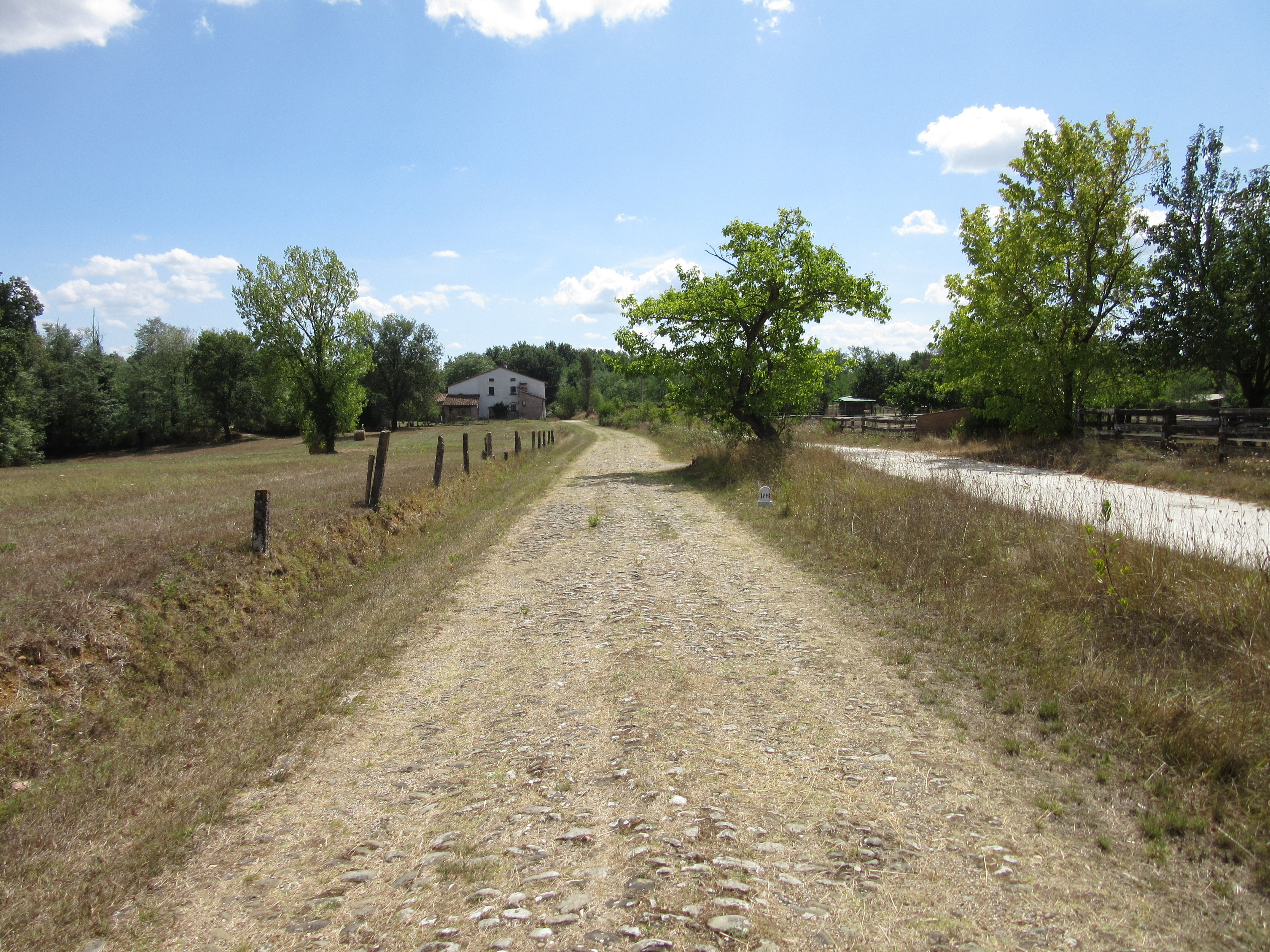
Tratto acciottolato della Via Francigena a Galleno, nel comune di Castelfranco di Sotto presso Pisa. Sullo sfondo, l'Osteria di Greppi, luogo di sosta documentato sin dal Basso Medioevo.

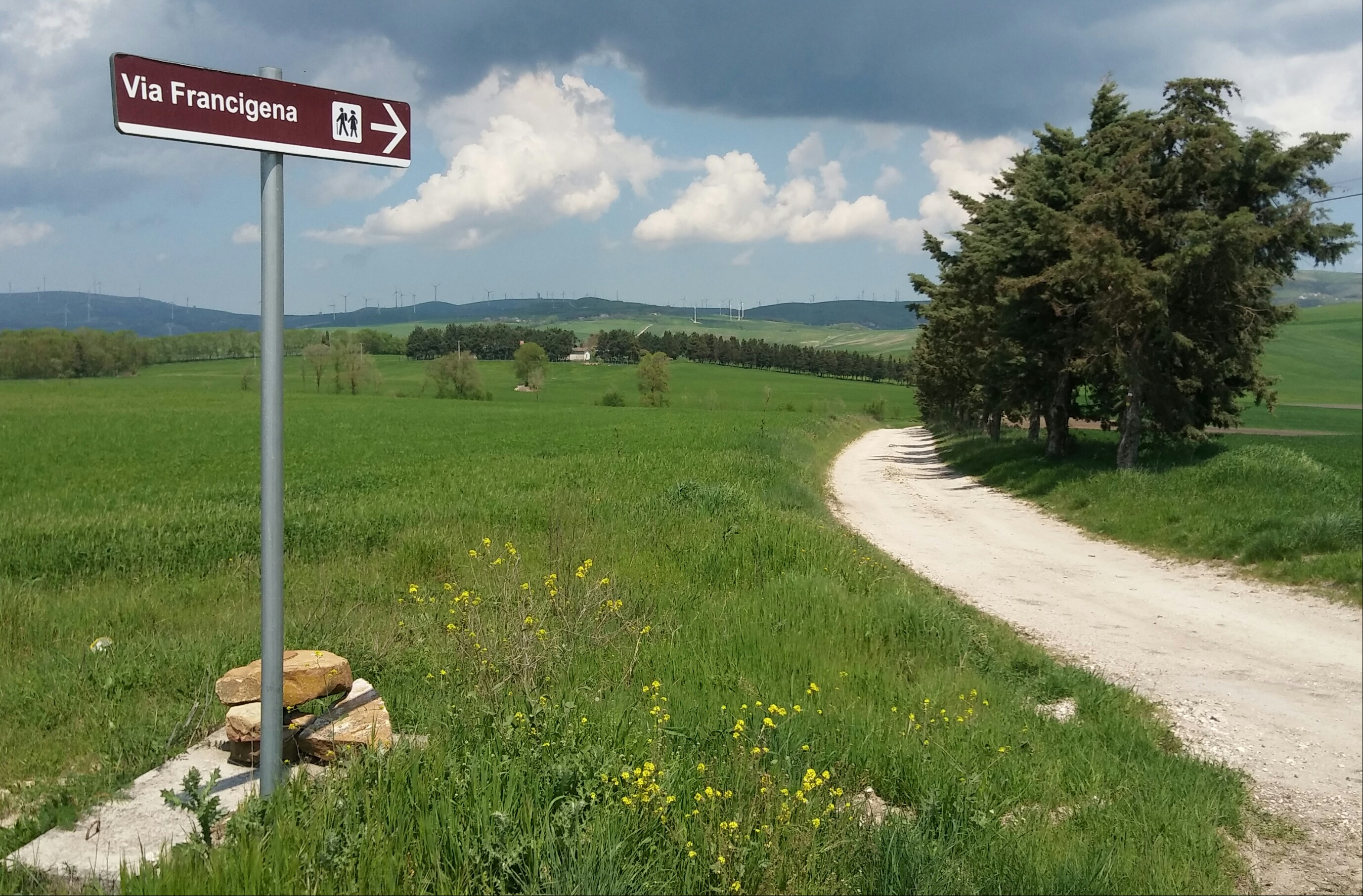
La Via Francigena sull'Appennino campano, all'altezza di Ariano Irpino

Dopo la riscoperta, avvenuta negli anni settanta, del Cammino di Santiago, ci si rese conto che anche in Italia esisteva un simile percorso di pellegrinaggio, la Via Francigena. Com'era successo per il cammino spagnolo, anche il percorso della Francigena giaceva in parte sotto l'asfalto delle autostrade e delle statali che, col tempo, avevano ricalcato il tracciato di quelle che già erano state le strade principali del Medioevo e dell'età romana.
Nel 1994 la Via Francigena ha ottenuto la certificazione di "Itinerario culturale del Consiglio d'Europa".
Il 7 aprile 2001 è stata creata l'Associazione Europea delle Vie Francigene (AEVF), soggetto abilitato ufficialmente dal Consiglio europeo per promuovere i valori dei cammini e dei pellegrinaggi, partendo dallo sviluppo sostenibile dei territori attraverso un approccio culturale, identitario, turistico.
L'interesse, dapprima limitato agli studiosi, poi esteso a molti che, dopo aver percorso il Cammino di Santiago, desideravano arrivare a Roma a piedi e poi a Gerusalemme (utilizzando le rotte navali pugliesi), ha fatto nascere una rete di "amanti della Francigena" che, con vernice e pennello, hanno cominciato a segnare sentieri e percorsi. Ove possibile, si è cercato di recuperare il tracciato originario, ma a volte si è scelto di deviare dal percorso storico in favore di sentieri e strade meno trafficate.
Da Ivrea a Santhià, Sigerico nel 990 percorse la via diretta "romana" a sud del lago di Viverone, variante Via Francigena (molto gradita e con segnaletica) proposta da AIVF (dal 2007) e dagli Amici della VF di Santhià. La variante AIVF (2013), attraversato il Parco regionale Montemarcello-Magra, raggiunge l'antica Luni e Avenza e prosegue, da Massa sulla "via romana" per raggiungere Camaiore. Nell'agosto 2013, la regione Emilia-Romagna, modificando le norme sull'utilizzo dei sentieri, ha permesso il passaggio sul tratto emiliano di motocicli e quad.
Il tratto della "variante Francigena di Garfagnana" chiamata oggi Via del Volto Santo è percorribile su antichi sentieri e mulattiere, con numerosi ponti medioevali per l'attraversamento del fiume Serchio e dei suoi affluenti. Anche se non ancora segnalato e non attrezzato con una rete di strutture dedicate per l'accoglienza ai pellegrini (in conventi, parrocchie, ecc.) questo percorso attraversa un territorio dove l'ospitalità diffusa è garantita da una fitta rete di agriturismi, bed and breakfast, botteghe di paese, piccoli bar e ristoranti, tutto ciò rende il percorso sufficientemente attrezzato per un gradevole transito di pellegrini o trekker. Anche in provincia di Lucca sono state effettuate molte opere per recuperare l'antico tratto della Via Francigena, che giungeva proprio nella città di Lucca, una delle mete di passaggio ma anche di arrivo di molti pellegrini.
Tra le regioni italiane, il Lazio è stato molto attivo: a partire dal 2016 ha investito sulla Francigena in termini di risorse e di promozione turistica, riattivando una serie di percorsi che hanno come fulcro Roma: in particolare, sul tratto a nord proveniente dalla Toscana, e quello a sud sulla direttrice Prenestina che attraversa Palestrina, entra nella Valle del Sacco e dopo Anagni si ricongiunge alla via Latina per dirigersi a Capua, dove incontra l'altra direttrice, la via Appia.
Nel 2017 anche la regione Campania ha dato vita al distretto turistico Viaticus con l'obiettivo precipuo di incrementare lo sviluppo del turismo religioso; qualche anno prima la regione Puglia aveva elaborato, a sua volta, un articolato "Piano di valorizzazione della Via Francigena del Sud".
È inoltre cresciuta la necessità di avere strutture idonee per l'accoglienza dei pellegrini lungo l'intero tracciato. In tal senso molte parrocchie e istituzioni religiose ospitano i pellegrini muniti di credenziali, diretti verso Roma secondo i canoni del vero pellegrinaggio. In anni recenti, la Confraternita di San Jacopo di Compostella di Perugia gestisce diverse strutture di accoglienza sulla Via Francigena, una in Toscana a Radicofani (lo Spedale di San Pietro e Giacomo) e una a Roma (lo Spedale della Provvidenza di San Giacomo e di San Benedetto Labre).
Importante è anche un certo interesse mediatico, come una serie radiofonica di Rai Radio Tre dedicata alla Francigena, poi documentari e la pubblicazione di alcune guide che stanno avvicinando un numero di persone sempre crescente, le quali, per motivi religiosi o meno, attraversano l'antico percorso.
Le istituzioni stanno lavorando in accordo con il Ministero dei beni culturali per mettere a sistema l'enorme patrimonio diffuso sulla penisola, le tradizioni e le feste popolari, l'enogastronomia. Oltre alla messa in sicurezza del tracciato, sarà necessario affrontare il problema del reperimento, lungo il percorso, di strutture ricettive a buon prezzo, dislocate a distanze regolari tra le tappe, così come sarà necessario stipulare accordi e convenzioni per servizi e assistenza.
Nel 2017 sette regioni italiane, interessate dal tracciato della Francigena nel suo tratto dal San Bernardo a Roma (Valle d'Aosta, Piemonte, Lombardia, Liguria, Emilia-Romagna, Toscana, Lazio), hanno firmato un protocollo d'intesa per candidare l'itinerario a patrimonio dell'umanità dell'UNESCO.
| Nazione     | Tappe | Lunghezza (km) | Ascesa (m) | Discesa (m) | Dislivello (m) |
| ----------- | ----- | -------------- | ---------- | ----------- | -------------- |
| Regno Unito | 2     | 31             | +571       | -632        | -61            |
| Francia     | 44    | 962            | 13 357     | −12 210     | 1 147          |
| Svizzera    | 12    | 242            | 9 140      | −7 657      | 1 483          |
| Italia      | 88    | 2 074          | 36 938     | −38 161     | −1 223         |
| Totale      | 146   | 3 309          | 60 006     | −58 660     | 1 347          |

La Betti Editrice, Regione Toscana e AEVF (Associazione Europea delle Vie Francigene) hanno ideato il Premio Letterario "Via Francigena", dedicato a storie ai racconti di autori, esordienti e no, che riescano a descrivere in modo originale il proprio cammino geografico e spirituale.